# 앰버 러드
앰버 오거스타 러드(영어: Amber Augusta Rudd, 1963년 8월 1일~)는 영국의 정치인이며 보수당 소속으로 하원 의원을 지내고 있다. 2016년 7월 13일 테리사 메이가 총리로 취임하면서 내무장관에 지명되었다. 보수당 내 대표적인 진보파로 평가받으며 차기 총리 후보로 거론되고 있다.

## 생애
1963년 8월 1일 런던에서 태어났다. 아버지는 유명 증권 중개인인 토니 러드다. 에든버러 대학교에서 역사학을 전공한 후 JP모건에 입사해 뉴욕과 런던에서 근무하였다. 이후 론스턴, 몬티첼로 등의 여러 투자회사에서 근무하였다. 이 사이 《네 번의 결혼식과 한 번의 장례식》에 엑스트라로 출연하기도 하였다.
2005년 총선에서 리버풀 가스톤에 출마해 9.8%를 얻고 낙선하였다. 이후 2010년 총선에서 헤이스팅스 앤 라이에 출마해 41.1%를 얻어 현역 노동당 의원을 꺾고 승리하였다. 또한, 2015년 총선에서 같은 선거구에 출마해 44.5%를 얻어 재선에 성공하였다. 이후 데이비드 캐머런 총리 밑에서 에너지기후변화장관에 임명되었다. 재직 동안 2025년까지 화력 발전소를 전면 폐쇄하겠다고 선언하였다. 한편 브렉시트 과정에서는 잔류 편에 섰다.
브렉시트로 인해 캐머런이 총리직에 물러나면서 내무장관이었던 테리사 메이가 총리가 되자 후임 내무장관으로 취임하였다. 그녀는 마거릿 대처, 마거릿 베케트, 재키 스미스, 테리사 메이에 이어 4대 장관에 5번째로 오른 여성이 되었다. 2017년 총선에서 자신의 지역구에서 346표 차로 간신히 당선되었다. 선거 기간에 메이가 불참한 당 대표 토론회에 보수당 대표로 나오기도 하였다.